# Závada (Humenné)
Závada es un municipio del distrito de Humenné en la región de Prešov, Eslovaquia, con una población estimada a final del año 2024 de 73 habitantes.
Se encuentra ubicado al sureste de la región, cerca de los ríos Cirocha y Laborec (cuenca hidrográfica del río Tisza) y de la frontera con la región de Košice.

## Demografía
| Año        | 1994 | 2004     | 2014    | 2024    |
| ---------- | ---- | -------- | ------- | ------- |
| Población  | 94   | 77       | 76      | 73      |
| Diferencia |      | −18,08 % | −1,29 % | −3,94 % |

| Año        | 2023 | 2024    |
| ---------- | ---- | ------- |
| Población  | 69   | 73      |
| Diferencia |      | +5,79 % |